# São Francisco (Porto)

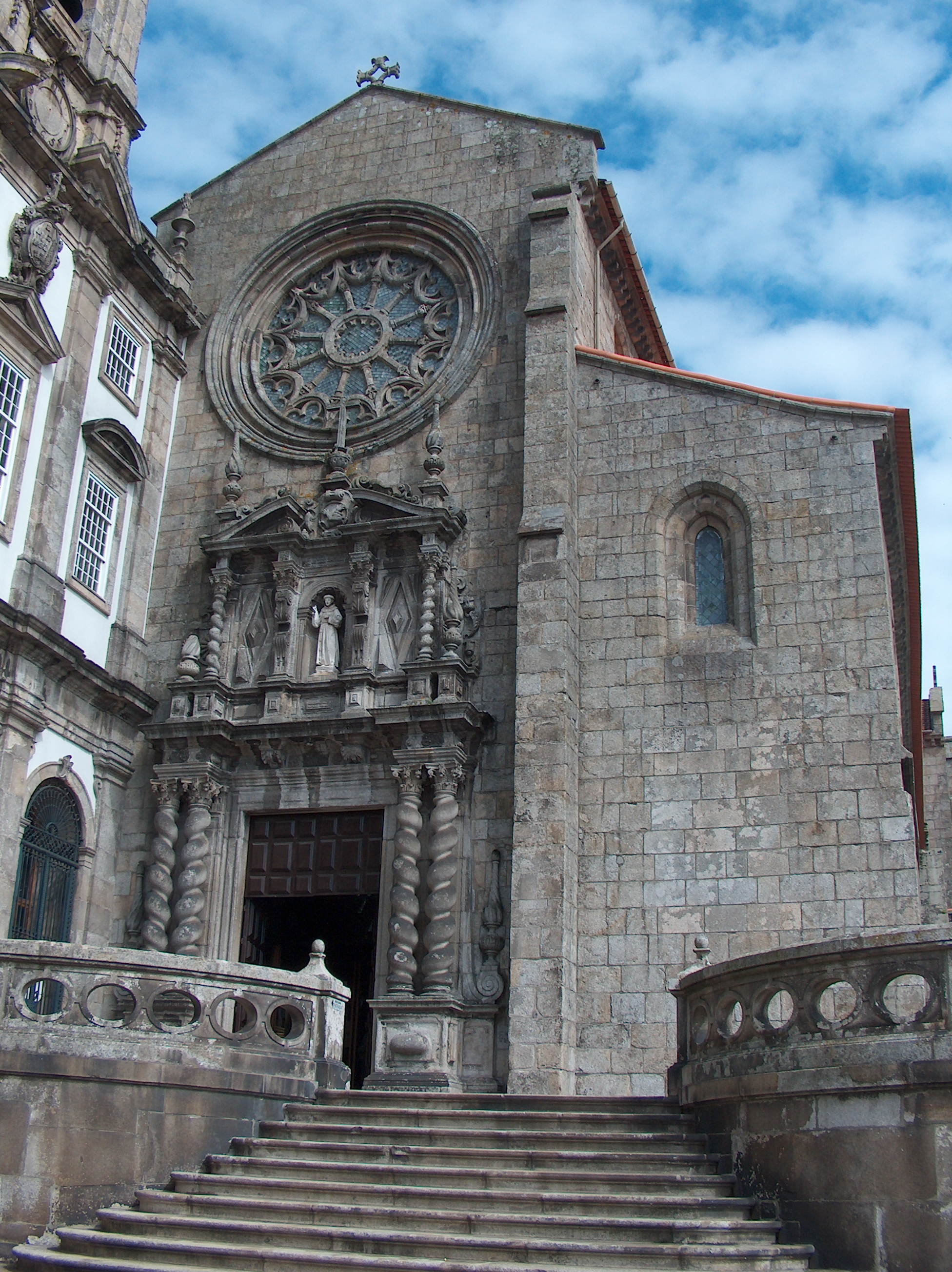
Kirche São Francisco, Portalfassade

São Francisco (portugiesisch: Igreja São Francisco; deutsch: Kirche des heiligen Franziskus) ist eine Kirche in der zu den Welterbestätten gehörenden Altstadt von Porto in Portugal.

## Beschreibung
Der Bau der ursprünglich zum örtlichen Franziskanerkloster gehörenden Kirche wurde 1383 begonnen und 1425 vollendet. Sie wurde vorwiegend im gotischen Baustil errichtet und im 17. und 18. Jahrhundert weitgehend im barocken Stil umgestaltet. Dabei wurde die Kirche mit einer der üppigsten Dekorationen in vergoldeter Schnitzerei ausgestattet, die je geschaffen wurden, und ist somit ein absoluter und rauschender Höhepunkt der typisch portugiesischen Talha dourada aus dem 17. und 18. Jahrhundert (Siehe unten Galerie). Die Arbeiten zogen sich über viele Jahrzehnte hin, und decken dabei verschiedene Stile ab, von der Talha im sogenannten Estilo nacional (Nationalstil) des Hochbarock im 17. Jahrhundert, über den spätbarocken Stil unter Dom João V. bis zum Rokoko.
Im Einzelnen stammen die Schnitzereien von:
- Hauptkapelle im Chor: António Gomes (1683), Domingos Nunes (1683–84), Tribüne und Thron von Filipe da Silva (1687)
- Rahmungen und zwei Tafeln: Filipe da Silva (1689–90)
- Altar der Santa Isabella von Ungarn: João da Costa (1690–91)
- Kapelle der Nossa Senhora da Conceição: António Gomes (1717)
- Altar der Santa Rosa de Viterbo: António Gomes (1718)
- Altar der Wurzel Jesse: António Gomes und Filipe da Silva (1718)
- Kapelle des Heiligen Antonius: Luís Pereira da Costa (1724)
- Altar der Nossa Senhora da Rosa (oder Rosenkranzmadonna der Sklaven): Manuel da Costa Andrade (1740)
- Altar Nossa Senhora da Graça: Manuel da Costa Andrade (1743)
- Verschiedene Schnitzereien (Leisten, Türen) und ein Altar: José Teixeira Guimarães (1746–49)
- Altar der Nossa Senhora da Encarnação (Anunciação da Nossa Senhora): Manuel Pereira da Costa Noronha (1750)
- Altar Nossa Senhora da Conceição (Santos Mártires de Maroccos): Manuel Pereira da Costa Noronha (1750)
- Altar der Kapelle der Nossa Senhora da Soledade: Francisco Pereira Campanhã (1764)[4]

Der bedeutende Talha dourada-Künstler Miguel Francisco da Silva, für den keine Arbeiten in der Kirche dokumentiert sind, wurde 1750 in der Kirche begraben.
Auf der rückwärtigen Empore steht an der Seitenwand eine typisch barocke iberische Orgel mit Horizontalzungen.
Das zu der Kirche gehörende Kloster wurde 1833 im Verlauf des Miguelistenkrieges zerstört. Auf dem Klostergrund wurde 1834 der Börsenpalast (Palácio da Bolsa) errichtet.
Die Kirche wird heute nur noch zu kulturellen, jedoch nicht mehr zu religiösen Zwecken genutzt. Sie steht zur Besichtigung offen.

Innenraum von São Francisco, Porto
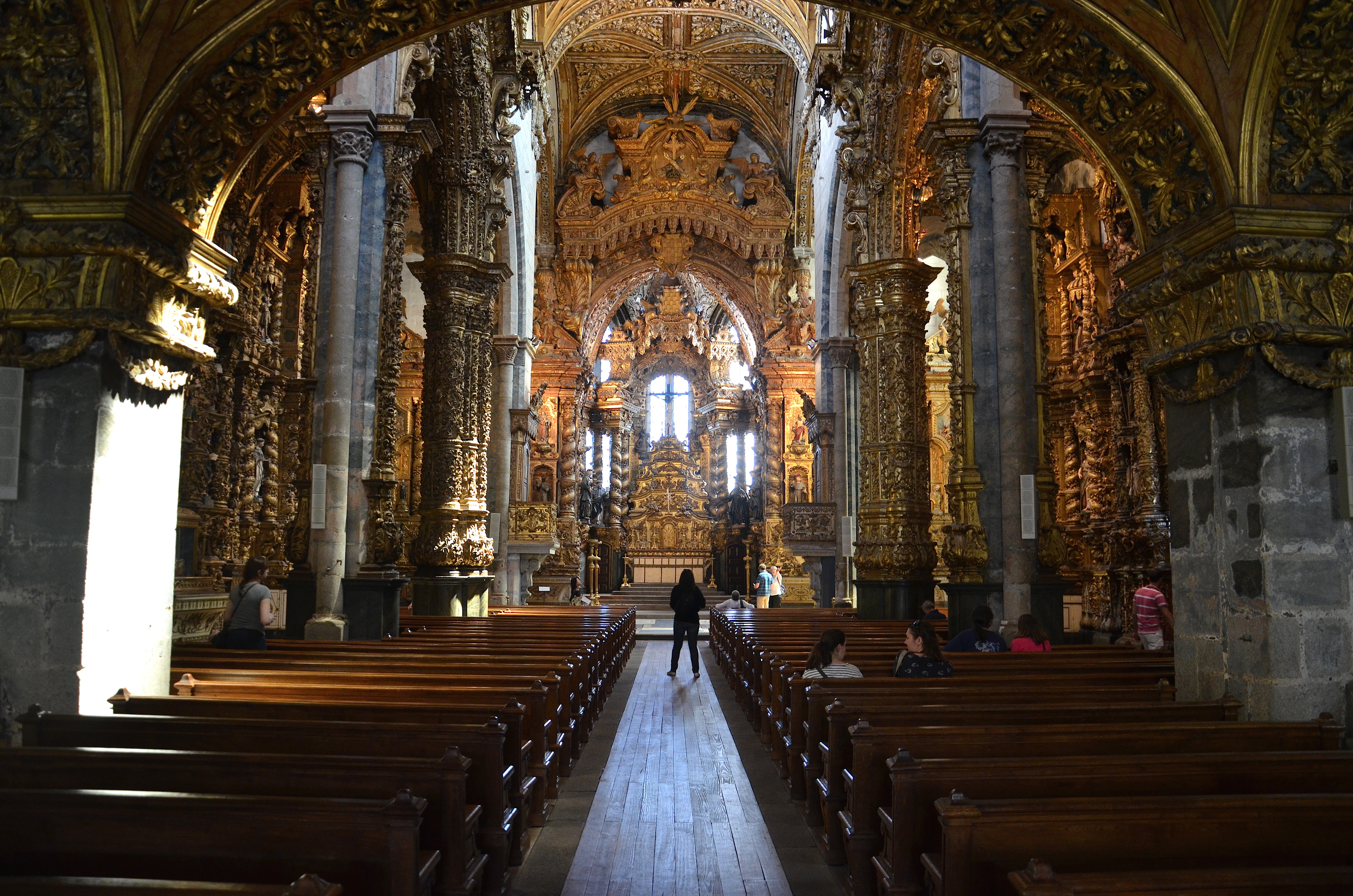
Blick von Eingang zum Hauptaltar in São Francisco, Porto
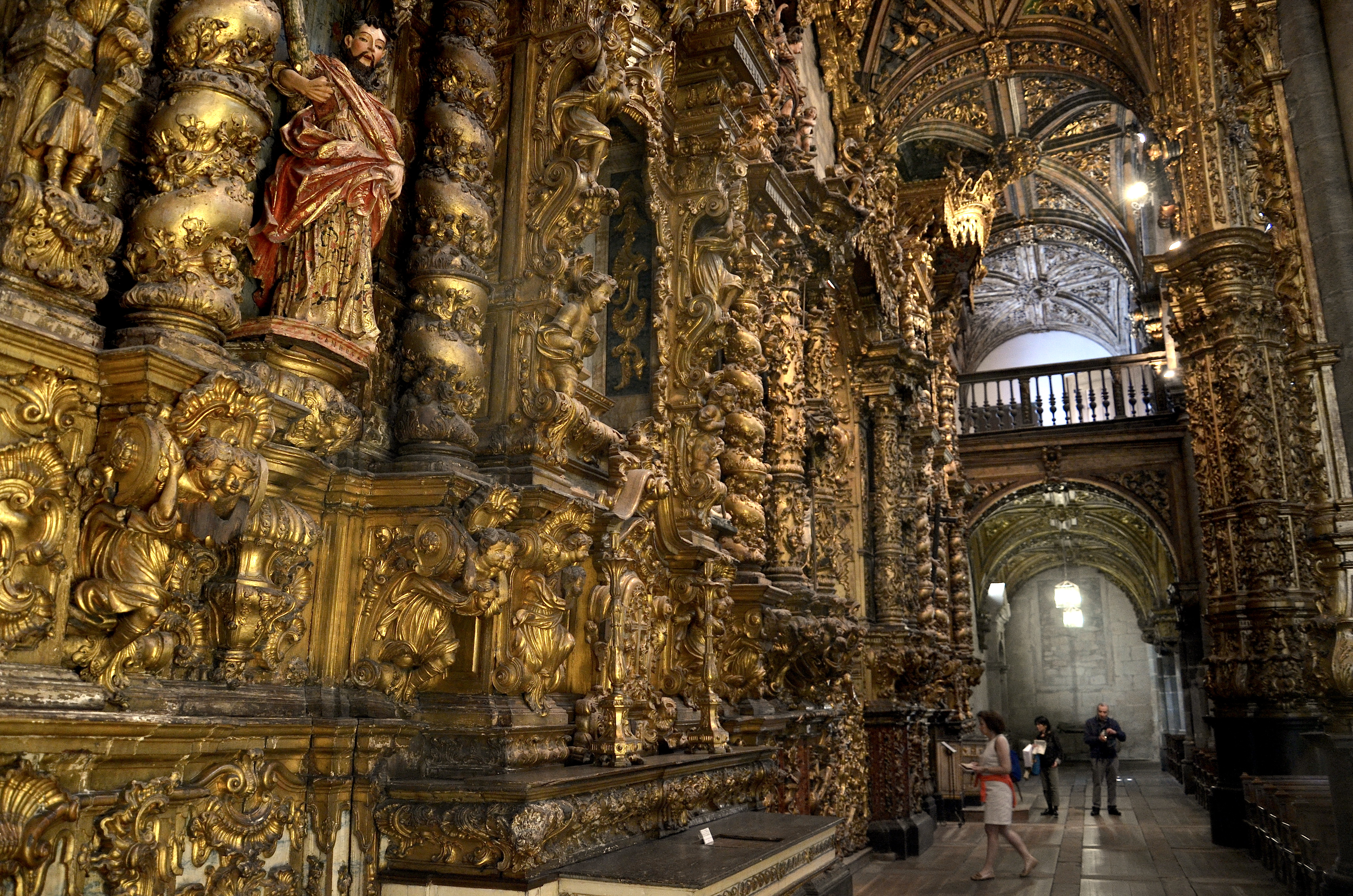
Rechte Seitenwand, São Francisco, Porto
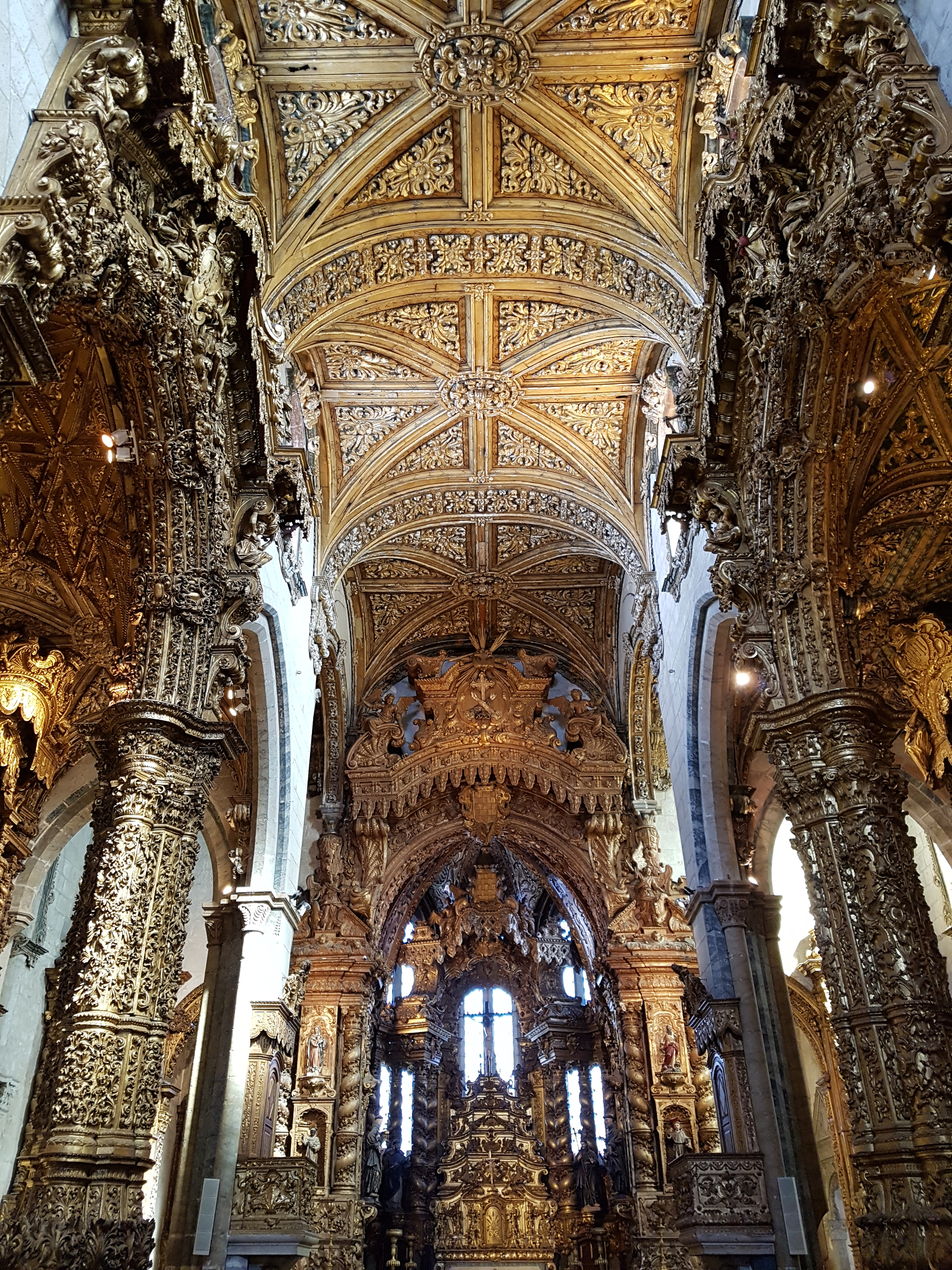
Blick vom Kirchenschiff in Richtung Hauptaltar und zur Decke, São Francisco, Porto
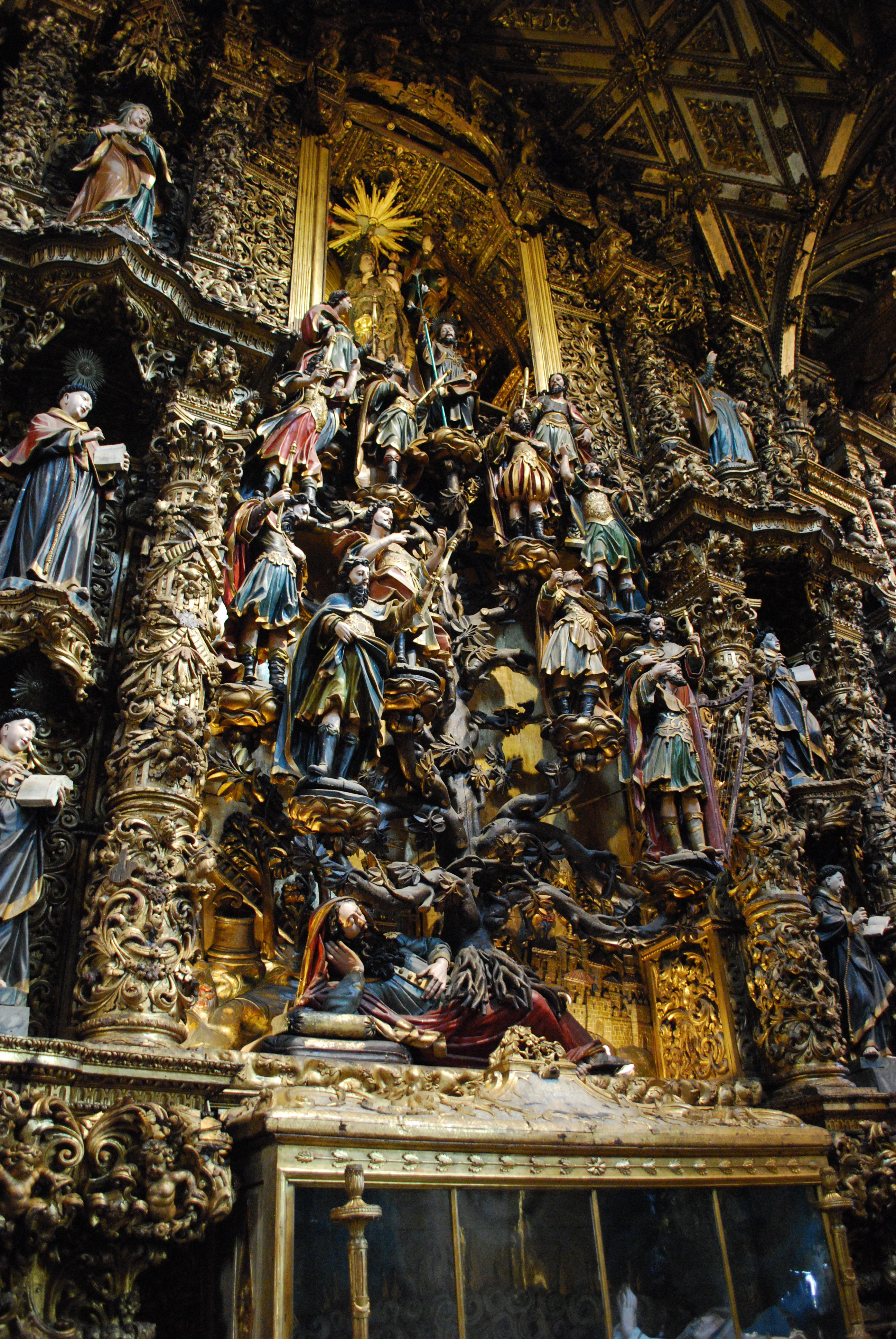
Wurzel Jesse in São Francisco, Porto
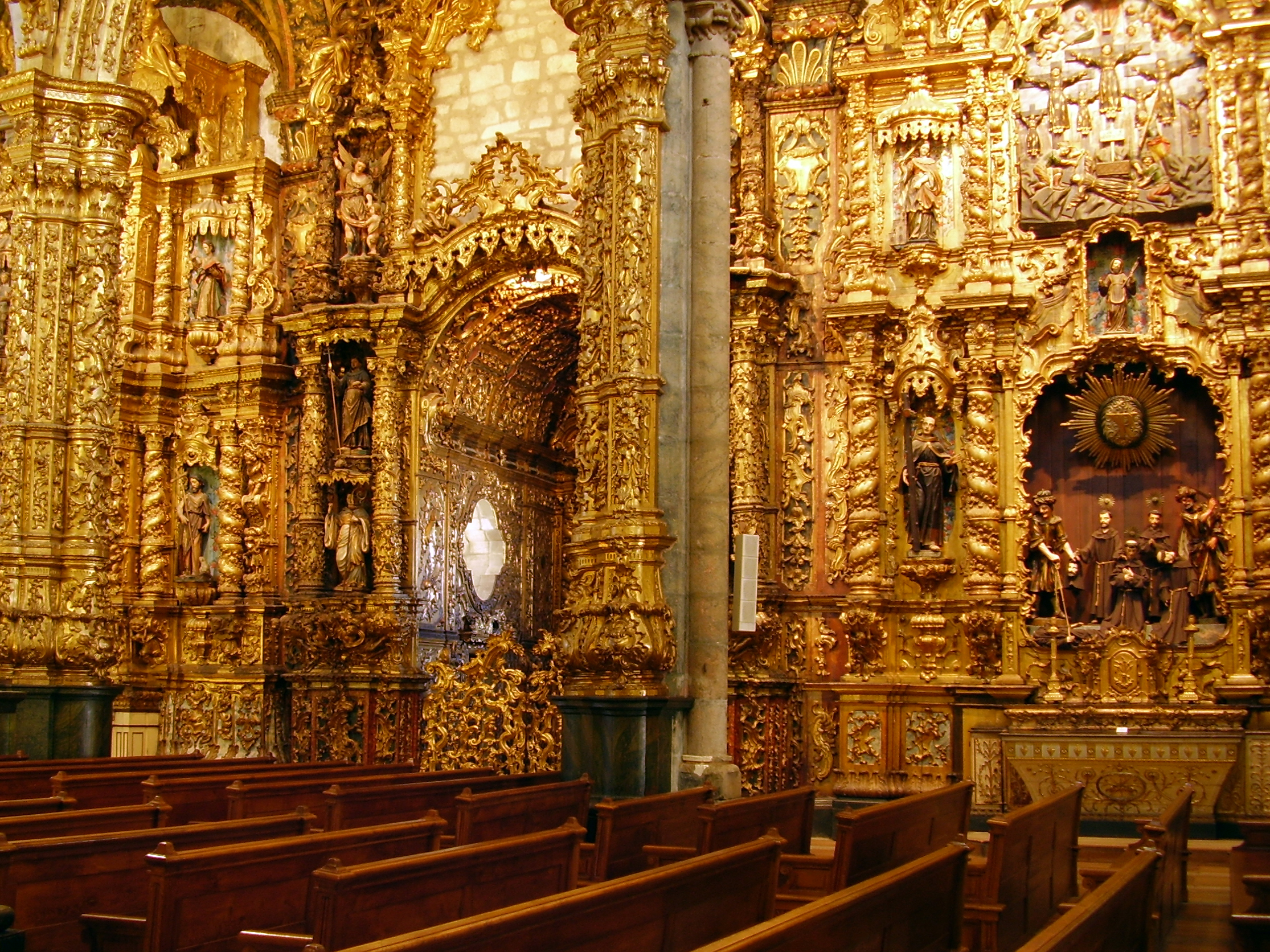
Rechte Seitenkapellen in São Francisco, Porto
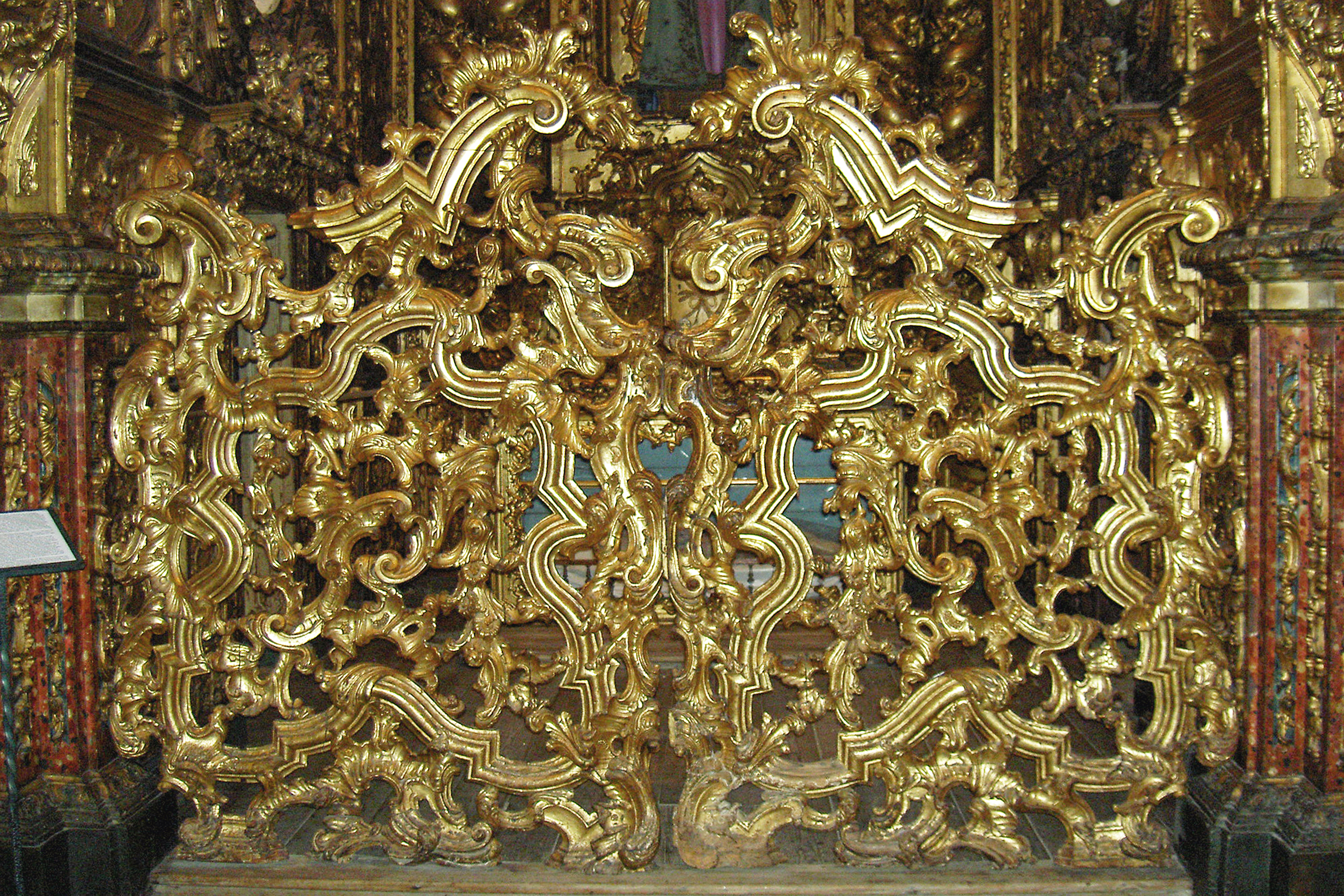
Gittertür in Rokoko-Talha dourada vor der Kapelle der Nossa Senhora da Soledad, São Francisco, Porto.
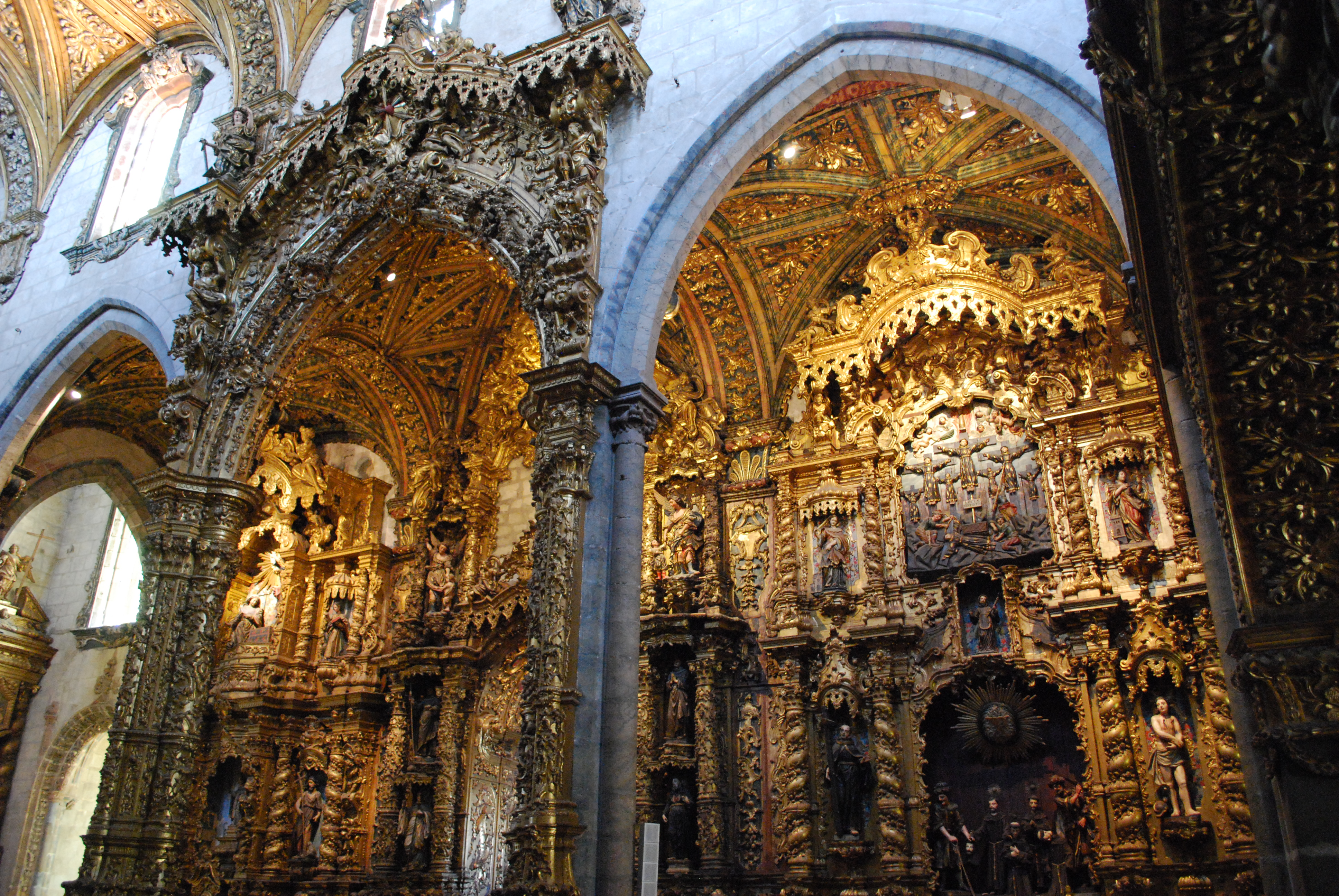
Rechte Seitenaltäre in São Francisco, Porto
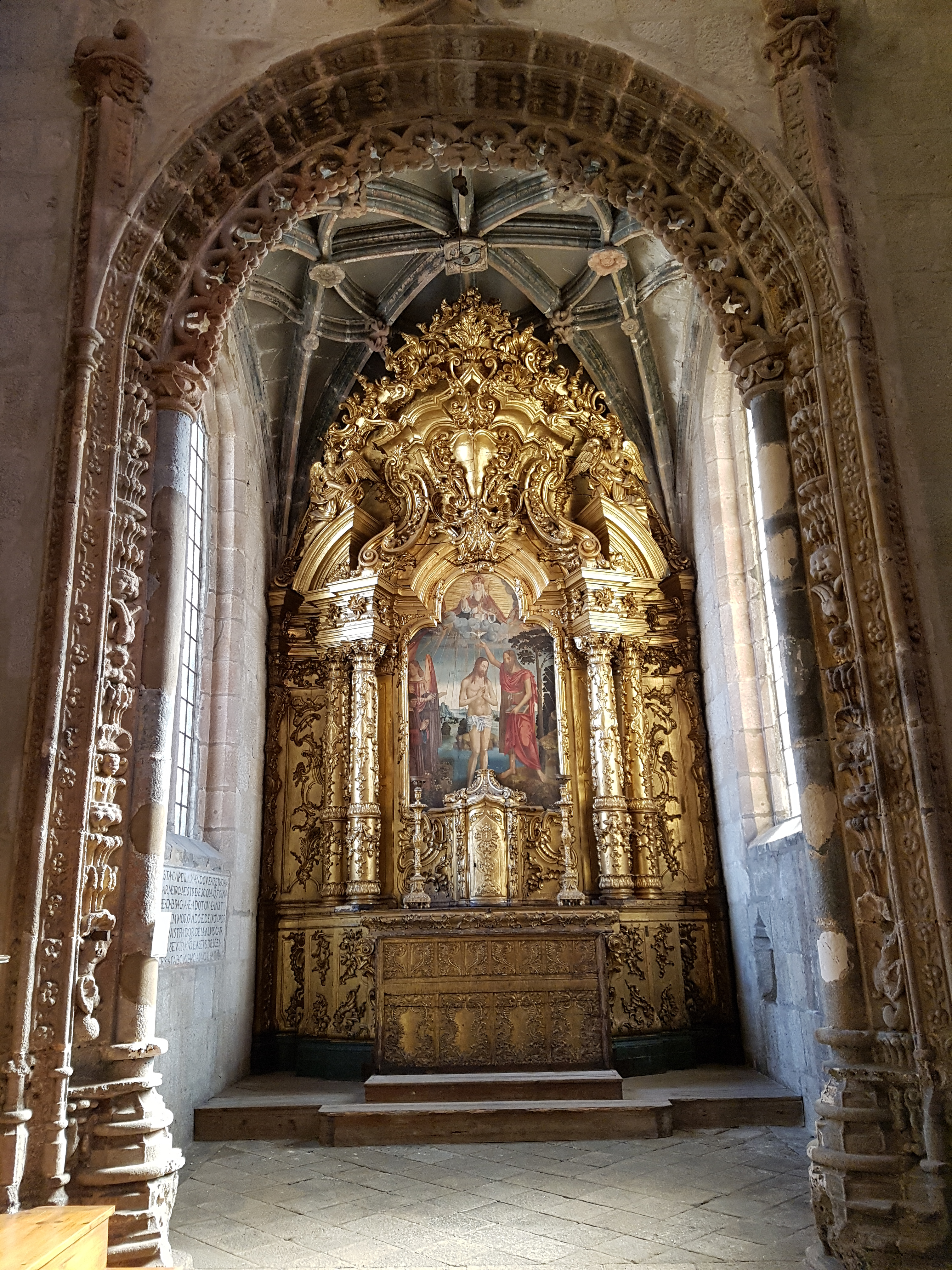
Kapelle Johannes des Täufers mit manuelinischem Triumphbogen in São Francisco, Porto
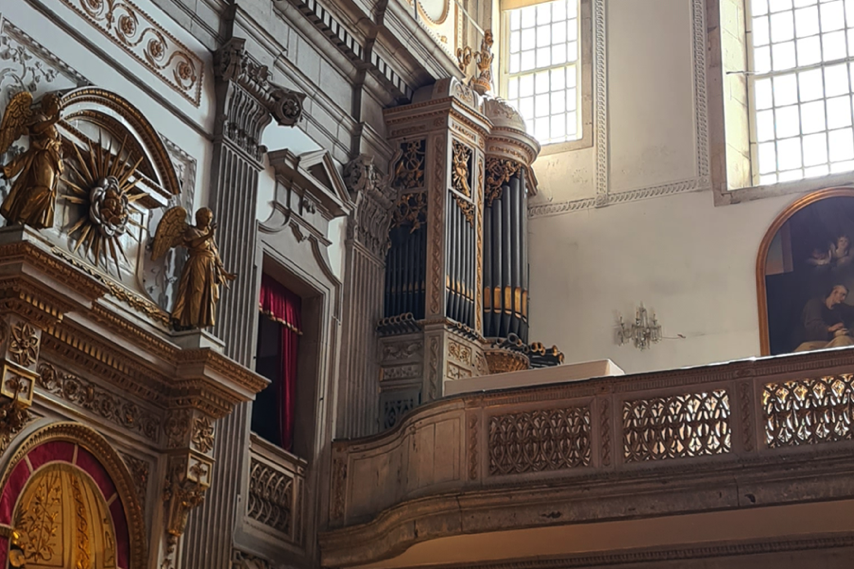
Kleine Orgel in der Kapelle